# 飯岡助五郎
飯岡 助五郎（いいおか すけごろう、寛政4年（1792年） - 安政6年4月14日（1859年5月16日））は、日本の侠客。本名は石渡助五郎。

## 生涯
寛政4年、相模国公郷村山崎（現在の神奈川県横須賀市三春町）で半農半漁を営む石渡助右衛門の長男として生まれる。講談では、助五郎は遠州榛原郡相良藩で田沼意次に仕えた家臣・青木源内の一子で本名を助之丞と称していた武家階級の出身としているが、これは助五郎が晩年に講釈師の神田伯童子を江戸から呼んで自身を過大に宣伝したフィクションの可能性が高いと言われている。
文化7年（1807年）、相模国に地方巡業に来た友綱部屋の親方・友綱良助に大力を見出され、懇意にしていた名主・永島庄兵衛に相談して自身の名前を公郷村の人別帳から抹消した後、友綱部屋に入門し、相撲取りの道を歩む。しかし、親方の良助が急死したことで1年も経たず力士になる夢をあきらめて廃業。同年、当時地引き網で大漁景気に沸いていた九十九里浜に流れて、上総国作田浜の網元・文五郎の漁夫となる。更に文五郎死去の後は、鰯漁の豊漁地である下総国飯岡（現在の千葉県旭市飯岡）に出稼ぎに出て、この地に定着した。相撲の修業時代に磨きをかけた大力で、飯岡の玉崎明神祭礼の奉納相撲で名前を売り、この地に流れ着いて横暴を働くやくざ者を叩きのめして男を上げて、当時銚子から飯岡にかけて広大な縄張りを持っていた銚子の五郎蔵の代貸となった。更に文政5年（1822年）には五郎蔵から飯岡一帯の縄張りを譲り受け、正業である飯岡の網元の事業も成功させて、名実共に房総半島の大親分となる。飯岡の漁港を整備する事業にも着手し、台風や大時化で漁船が頻繁に遭難し、飯岡の成人男子人口の減少が危ぶまれた際には、生まれ故郷の公郷村や三浦半島一帯から漁師の二男や三男を大量に移住させ、また護岸工事にも積極的に取り組むなど、飯岡の復興にも尽力した。
この頃、利根川流域の笹川（現在の千葉県香取郡東庄町）に勢力を持つ15歳年下の笹川繁蔵と知り合う。初めのうちはやはり相撲取り上がりである繁蔵との関係は極めて良好だったが、やがて関東取締出役制度が整備されて助五郎が銚子飯沼陣屋から関八州見回り役人を道案内するために十手取縄を託され岡っ引になると、両者の間は徐々に険悪になっていく。繁蔵の勢力が拡大して助五郎の縄張りと隣接するようになると、両者の子分たちによる抗争が頻繁に発生し、両者の縄張り内にある35村の村役人が関八州見回り役人に事態の解決を訴え出た。そして遂に天保15年（1844年）、十手を預かる助五郎に対して繁蔵逮捕の命令が下される。助五郎は子分20数名(笹川方によれば約50名の説もあり)を引き連れて、同年8月6日に繁蔵逮捕に赴くが、事前に助五郎の襲撃を察知した繁蔵方の奇策を用いた反撃に遭い、笹川方の死者は用心棒の平手造酒一名、飯岡方は8名を失った(大利根河原の決闘)。
この逮捕失敗に面目を潰された幕府により助五郎は入牢という屈辱を味わう。一方、繁蔵は逮捕を免れるために逃走して奥州各地を旅していたが、弘化4年(1847年)7月4日、故郷に戻ったところを、助五郎の子分である堺屋与助、三浦屋孫次郎、成田の甚蔵の3名に闇打ちされて絶命した。大黒柱を失った笹川一家は飯岡一家への復讐に奔走するが、関八州捕吏の助けを借りた助五郎一家に次第に追い詰められていき、嘉永2年（1849年）、繁蔵の跡を継いだ勢力富五郎が東庄金毘羅山で52日間、役人と飯岡一家に包囲されて自殺したのを最後に消滅した。
その翌年、嘉永3年（1850年）には宝井琴凌により嘉永版『天保水滸伝』がまとめられ、繁蔵は美青年で悲劇の若親分、助五郎は悪知恵をはたらかせ権力を振りかざして繁蔵を亡き者にする悪親分という図式が全国に広まることとなった。しかし、晩年の助五郎は近所の子供たちから「川端(助五郎の住居があった地名)のおじいさん」と呼ばれて親しまれる好々爺だったという。安政6年(1859年)4月14日に67歳で病没した。繁蔵一家や国定忠治など、同時代の侠客がいずれも非業の死を遂げた中にあって、天寿を全うした助五郎は、地元では「畳の上で死んだ侠客」と呼ばれている。

## 評価

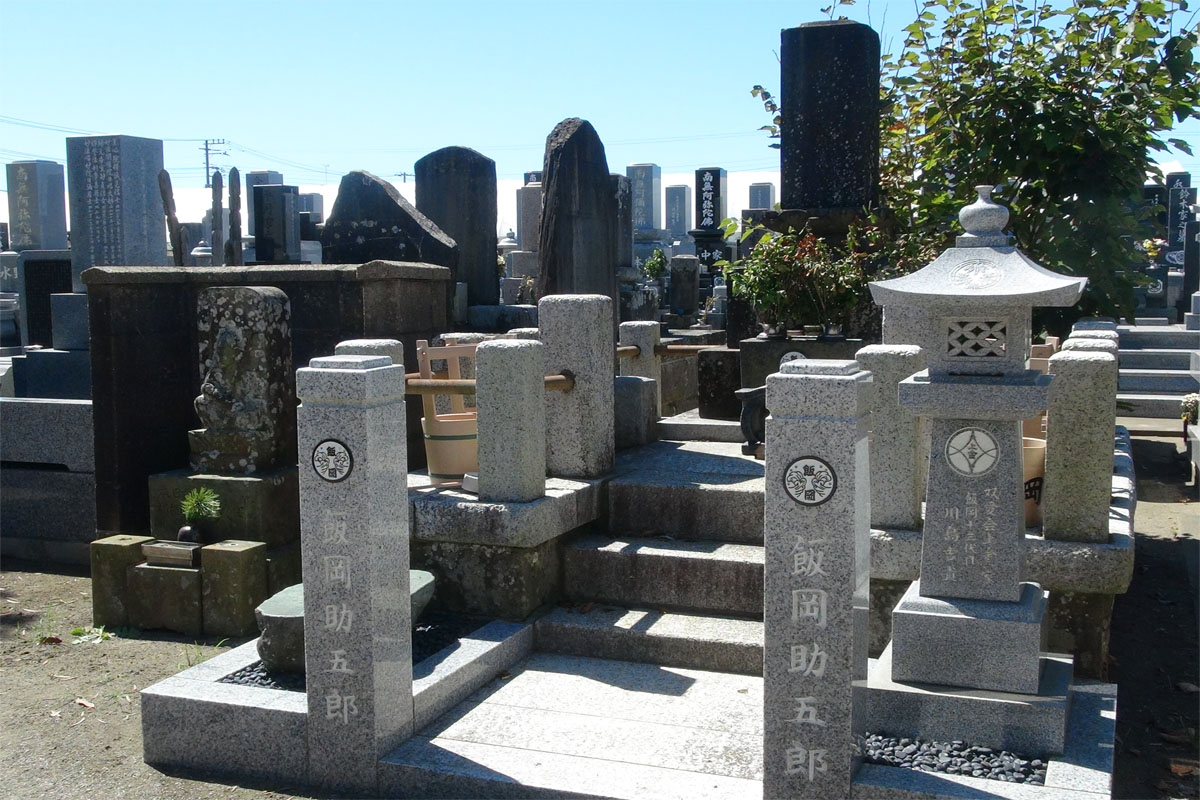
飯岡助五郎の墓（光台寺）

- 『天保水滸伝』が全国に広まることによって、助五郎は上記のとおり悪名も広まることとなった。その背景には、判官贔屓を好む日本人の性格が影響しているという[26][注 4]。本項目の参考文献である『飯岡助五郎』を執筆した伊藤實は、若い頃飯岡小学校の教諭だったが、遠足に行った子供たちが地名を聞かれて「飯岡」と答えると「あの悪人の子孫か」と苛められたことに衝撃を受けてこの人物に興味を持ち、本書を執筆したと語っている[27]。昭和に入って、二代目玉川勝太郎の浪曲や映画によって『天保水滸伝』がより普及すると、余計に助五郎悪人説は全国に広まるようになった[23]。
- 助五郎が後世まで払拭することのできない汚名を着ることとなったのは、自身に敗北の屈辱を味わわせた笹川繁蔵を闇討ちにより葬り去ったことも影響している。この事件に関して、伊藤實は助五郎の知らぬこととしており、3人の子分が実行した後で繁蔵の首級を助五郎に届け、驚いた助五郎は繁蔵一家の報復を恐れたのと、かつては懇意であった繁蔵を失った悲しみから、飯岡の定慶寺に繁蔵の首を秘密裏に葬り、死ぬまで香華を絶やさなかったという。昭和8年(1933年)、繁蔵の首塚が発見され、同時に「清岩繁勇信士」「孝徳円信士」という繁蔵の戒名が彫られた石碑も発掘されたが、この戒名は助五郎の妻が繁蔵の死を惜しんで作ったものだという説がある[28]。
- 農民指導者として知られる大原幽学は、農村改革の方針の中に「博打の禁止」を含めていた。それによって、近郷の助五郎一家や繁蔵一家からたびたび博打を大目に見るよう直談判を受けたり、嫌がらせを受けたりしていた。幽学が自殺する原因の一つとなった改心楼乱入事件は、幽学の道友によれば、助五郎の兄弟分である松岸の半次が起こしたものであった。助五郎はこの事件について、半次は既に兄弟分の縁を切っていると反論したが、幽学の門人や道友たちは後に助五郎を「八州取締出役手先頭」の権威を振りかざして関東一円で悪事を働く「国定忠治よりも悪事勝れ候も、劣る者にはこれなき」一番の悪徒であると評し、後に「幽学を自殺に追いやったのは助五郎」という悪評を、ここでも遺すこととなった[29]。
- しかし、一方では、幕府の統治能力が弱体化した幕末期において、十手を預かり近隣の治安を守る助五郎の警察力は、庶民から高く評価されていた。月岡芳年が明治7年(1874年)に描いた『競勢酔虎伝』には「飯岡助五郎」の版画があり、「其の頃博徒の巨魁にして剛毅果断義気侠行(中略)奸盗跋扈の時に際し市中巡邏の隊に付属し。大いに志を国事に尽し捕縛の功少なからず」と、助五郎の業績を絶賛していて、幽学の道友の手厳しい評価とは正反対のものとなっている[30]。

## その他
子母沢寛の『ふところ手帖』が映画化されたことで、日本映画のヒーロー・座頭市が誕生したが、この座頭市は飯岡助五郎一家に草鞋を脱いでいた客人であると、子母沢は文芸春秋1966年9月号掲載の『真説座頭市』で語っている。飯岡に取材に訪れた子母沢に土地の古老が語った「市というちょっと変わった風来坊」の話が座頭市に発展したわけだが、その古老の話に登場する座頭市は、飲酒を禁じた助五郎の方針に耐えかねた子分たちが苛立って喧嘩を始めると仲裁に入ったり、見えない目で枡を切ってみせたりはしていたが、映画に登場するような居合抜きの達人でもなければ、人を斬ったりしたこともなかったという。なお、子母沢は、座頭市が助五郎一家を去った理由を、「助五郎が卑怯な手で繁蔵を殺そうとしていたことを知ったからだ」と語っている。